# Alydus eurinus
Alydus eurinus är en insektsart som först beskrevs av Thomas Say 1825.  Alydus eurinus ingår i släktet Alydus och familjen krumhornskinnbaggar.

## Underarter
Arten delas in i följande underarter:
- A. e. eurinus
- A. e. obesus